# Cantó de Perreux
El cantó de Perreux era una divisió administrativa francesa del departament del Loira, situat al districte de Roanne. Comptava 9 municipis i el cap era Perreux. Va desaparèixer el 2015.

## Municipis
- Combre
- Commelle-Vernay
- Le Coteau
- Coutouvre
- Montagny
- Notre-Dame-de-Boisset
- Parigny
- Perreux
- Saint-Vincent-de-Boisset

## Història
| Data d'elecció                           | Identitat            | Partit                  | Qualitat |
| ---------------------------------------- | -------------------- | ----------------------- | -------- |
| 1945-1949                                | Charles Gallet       | UDSR                    |          |
| 1949-1955                                | Henry Monroë         | MRP                     |          |
| 1955-1975                                | Charles Gallet       | UDSR, després centrista |          |
| 1975-1992                                | Lucien Burdin        | UDR, després RPR        |          |
| 1992-2011                                | Jean-Baptiste Giraud | Divers droite           |          |
| 2011-2015                                | Fabienne Stalars     | PS                      |          |
| les dades anteriors no són pas conegudes |                      |                         |          |
|                                          |                      |                         |          |

## Demografia
| A partir de 1990: Població sense dobles comptes |